# 佩特羅尼烏斯石油平台
佩特羅尼烏斯石油平台（Petronius） 是一座深海柔性塔型石油平台，建造於1997年至2000年間，由雪佛龍公司在墨西哥灣運營，距離新奧爾良東南方向約210公里（130.5英里），位於美國。
這座柔性塔型設計的石油平台從海床（泥線）至火焰臂尖端高度為640公尺（2,100英尺），曾被認為是世界上最高的自立式結構，直到2010年被哈利法塔超越。該說法存在爭議，因為平台僅有75公尺（246英尺）位於水面以上，而且尚不清楚此結構是否能在陸地上支撐自身，因為它部分依靠浮力支撐。多層甲板頂部尺寸為64公尺（210英尺）×43公尺（141英尺）×18.3公尺（60英尺），並設有21個井槽。柔性塔本身重約43,000噸，頂部額外重量為7,500噸。平台每天可提取約9,600立方公尺（60,000桶）石油及3,000,000立方公尺（1億立方英尺）天然氣。
該平台旨在開採Petronius油田，該油田於1995年在Viosca Knoll（區塊VK 786）被發現，以羅馬作家蓋厄斯·佩特羅尼烏斯·阿爾比特的名字命名。平台下方的海床距離535公尺（1,754英尺）。柔性塔設計比傳統陸地結構更具彈性，能更好地應對海洋力量，其擺動幅度可超過高度的2%。相比之下，大多數建築物的擺動幅度通常保持在高度的0.5%以內，以避免使用者在運動期間感到不適。
建造工作始於1997年，由J Ray McDermott公司負責海床系泊設備系統的安裝。平台合同預算為2億美元，總成本約為5億美元。重達4,000噸的北模塊於1998年11月安裝完成，但同年12月安裝稍輕的南模塊時失敗，導致該單元沉入海床。一個替代模塊隨後由Saipem 7000於2000年5月建造並安裝完成。

## 外部連結
- Texaco press release 2000年5月4日)
- Petronius on SkyscraperPage.com

- Salopek, Paul. . 芝加哥論壇報. 2006-07-30  [2006-07-31]. Link broken.

29°06′30″N 87°56′30″W / 29.10833°N 87.94167°W